# Ersilia Salvato
Ersilia Salvato (Castellammare di Stabia, 30 giugno 1941) è una politica italiana.

## Biografia
Negli anni ottanta ha partecipato insieme a esponenti del mondo cattolico, come don Antonio Riboldi, alle manifestazioni contro la camorra. È stata membro di commissioni parlamentari tra cui la Commissione parlamentare Antimafia e la Commissione Giustizia. Ha effettuato viaggi negli Stati Uniti d'America per chiedere l'abolizione della pena di morte.
Il 3 febbraio 1991 è tra i cinque fondatori di Rifondazione Comunista, partito in cui militerà fino al 1998, quando l'11 ottobre parteciperà alla fondazione del Partito dei Comunisti Italiani di Armando Cossutta e Oliviero Diliberto, anche se dopo appena dieci giorni lascia tale nuova formazione per aderire ai Democratici di Sinistra di Massimo D'Alema.
Dal 16 maggio 1996 al 29 maggio 2001 ricopre il ruolo di vicepresidente del Senato.
È stata sindaca della sua città natale dal 10 giugno 2002 al 28 aprile del 2004, giorno dello scioglimento anticipato del consiglio comunale, determinato dalle dimissioni della maggioranza dei consiglieri comunali (sia di centrosinistra sia di centrodestra). Nell'autunno del 2004 diventa presidente dell'associazione "CittàLibera", associazione che la indicherà come candidata a sindaca per le elezioni del 3 e 4 aprile 2005. Le urne consegnano a CittàLibera il 30% dei consensi. Dopo le elezioni annuncia con una lettera a Piero Fassino la sua uscita dai Democratici di Sinistra per presunte interferenze della camorra nel corso delle operazioni elettorali.
Dall'ottobre del 2006 è tra i fondatori dell'Associazione Rossoverde.
È autrice del libro-intervista intitolato "Parole del mio tempo" nel quale dà una testimonianza degli anni vissuti nella politica italiana.

## Incarichi parlamentari

### Camera dei Deputati

#### VII legislatura
- Membro della 4ª Commissione Giustizia (dal 5 luglio 1976 al 19 giugno 1979)
- Segretaria della Commissione Speciale Incaricata, in Sede Referente, dell'esame dei progetti di legge concernenti disposizioni in materia di locazioni di immobili urbani

#### VIII legislatura
- Membro della 4ª Commissione Giustizia (dall'11 luglio 1979 all'11 luglio 1983)

### Senato della Repubblica

#### IX legislatura
- Componente del Comitato Direttivo del gruppo Comunista (dal 19 luglio 1983 al 19 settembre 1985)
- Membro della Giunta delle elezioni e delle immunità parlamentari (dal 19 luglio 1983 al 1 luglio 1987)
- Segretaria della 2ª Commissione Giustizia (dall'11 agosto 1983 al 1 luglio 1987)
- Membro della Commissione speciale per l'esame di provvedimenti recanti interventi per i territori colpiti da eventi sismici (dal 12 agosto 1983 al 1 luglio 1987)
- Membro della Commissione parlamentare sul fenomeno della mafia (dal 24 gennaio 1984 al 29 novembre 1984)
- Membro della Commissione di controllo sugli interventi nel Mezzogiorno (dal 26 ottobre 1983 al 4 dicembre 1986)

#### X legislatura
- Componente del Comitato Direttivo del gruppo Comunista (dal 17 settembre 1987 al 2 agosto 1989)
- Giunta provvisoria per la verifica dei poteri (dal 2 luglio 1987 al 2 luglio 1987)
- Vicepresidente della 2ª Commissione Giustizia (dal 5 agosto 1987 al 22 aprile 1992)
- Membro sostituto della Comitato parlamentare per i procedimenti di accusa (dal 4 luglio 1989 al 22 aprile 1992)
- Membro della Commissione parlamentare per il parere al governo sulle norme delegate relative al nuovo codice di procedura penale (dal 4 luglio 1989 al 22 aprile 1992)

#### XI legislatura
- Presidente di Rifondazione Comunista (dal 9 settembre 1993 al 14 aprile 1994)
- Vicepresidente della 2ª Commissione Giustizia (dal 17 giugno 1992 al 14 aprile 1994)
- Membro della Commissione parlamentare per le riforme costituzionali (dal 3 agosto 1992 al 9 settembre 1992)
- Segretaria della Commissione parlamentare per le riforme costituzionali (dal 9 settembre 1992 al 16 gennaio 1994)
- Membro della Commissione parlamentare per l'indirizzo generale e la vigilanza dei servizi radiotelevisivi (dal 23 settembre 1993 al 14 aprile 1994)
- Membro della Commissione parlamentare per il parere al governo sulle norme delegate relative al nuovo codice di procedura penale (dal 10 settembre 1992 al 24 ottobre 1992)
- Membro della Commissione parlamentare d'inchiesta sul fenomeno della mafia e sulle altre associazioni criminali similari (dal 23 settembre 1992 all'8 aprile 1993)

#### XII legislatura
- Presidentes di Rifondazione Comunista-Progressisti (dal 21 aprile 1994 all'8 maggio 1996)
- Membro della Giunta per il Regolamento (dal 5 maggio 1994 all'8 maggio 1996)
- Membro della 1ª Commissione Affari Costituzionali (dal 31 maggio 1994 all'8 maggio 1996)
- Membro della Commissione parlamentare per l'indirizzo generale e la vigilanza dei servizi radiotelevisivi (dal 2 giugno 1994 al 28 aprile 1995)

#### XIII legislatura
- Vicepresidente del Senato della Repubblica (dal 16 maggio 1996 al 29 maggio 2001)
- Presidente del gruppo Comunista (dal 16 maggio 1996 al 29 maggio 1996)
- Membro della 2ª Commissione Giustizia (dal 30 maggio 1996 al 2 novembre 1998)
- Membro della 3ª Commissione Affari esteri, emigrazione (dal 3 novembre 1998 al 29 maggio 2001)
- Membro della 12ª Commissione Igiene e sanità (dal 30 maggio 1996 al 9 dicembre 1997)
- Membro della Commissione speciale in materia d'infanzia (dal 2 dicembre 1997 al 29 maggio 2001)
- Membro della Commissione parlamentare per le riforme costituzionali (dal 4 febbraio 1997 al 29 maggio 2001)
- Membro della Commissione parlamentare per l'infanzia (dal 9 luglio 1998 all'8 dicembre 1998)
- Membro della Commissione per la parità e le pari opportunità nel Senato (dal 30 luglio 1999 al 29 maggio 2001)

## Opere
- Parole del mio tempo, intervista di Eugenio Manca, Sellerio, 2001, ISBN 88-389-1699-3.